# ЕУказател на българите в Германия
„еУказател на българите в Германия“ („eVerzeichnis der Bulgaren in Deutschland“, ISSN 2749 – 9677) е немско периодично онлайн издание. Указателя съдържа актуална контактна информация на български институции, църковни общини, училища, лекари, адвокати, магазини, ресторанти и разнородни български представители на браншови сектори, предлагащи услуги и продукти на територията на Германия. Целта на онлайн изданието е поддържане и периодично допълване на актуална информация на българите в Германия. Автор и съставител на изданието е Йордан Балабанов.
Първи брой на „еУказател на българите в Германия“ излиза през октомври 2021 г. и е безплатно информационно издание, достъпно онлайн като „.pdf“ документ.